# Leone Zappia
Leone Pietro Antonio Zappia, detto Lillo (Reggio Calabria, 11 aprile 1947 – Reggio Calabria, 21 aprile 2006), è stato un politico italiano.

## Biografia
Per anni è stato segretario provinciale prima del Partito Comunista Italiano di Reggio Calabria, poi del Partito Democratico della Sinistra e dei Democratici di Sinistra; successivamente è stato segretario regionale dei DS in Calabria e membro del comitato regionale organizzativo.
Già consigliere comunale della città di Reggio Calabria, dopo le elezioni regionali del 2000 divenne consigliere regionale, rimanendo in carica fino al 2005. Nelle elezioni politiche del 2006 si candidò come deputato con la lista dell'Ulivo e venne eletto. Alcuni giorni prima delle consultazioni nazionali venne colpito da un male incurabile, che lo condusse alla morte il 21 aprile, una settimana prima dell'insediamento della XV Legislatura.